# Dysoxylum aliquantulum
Dysoxylum aliquantulum är en tvåhjärtbladig växtart som beskrevs av Albert Charles Smith. Dysoxylum aliquantulum ingår i släktet Dysoxylum och familjen Meliaceae. Inga underarter finns listade i Catalogue of Life.